# Umari
Umari is een gemeente in de Braziliaanse deelstaat Ceará. De gemeente telt 7.891 inwoners (schatting 2009).
De gemeente grenst aan Icó, Paraíba, Baixio en Lavras da Mangabeira.